# Der Bunker (2015)
Der Bunker ist ein preisgekrönter deutscher Spielfilm von Nikias Chryssos aus dem Jahr 2015. Der Film feierte seine Premiere am 7. Februar 2015 auf der 65. Berlinale und kam am 21. Januar 2016 in die deutschen Kinos.
Der Bunker ist eine Filmproduktion von Kataskop Film in Koproduktion mit Geißendörfer Film- und Fernsehproduktion KG mit Hans W. Geißendörfer und Hana Geißendörfer als Koproduzenten.

## Handlung
Ein junger Student quartiert sich als Untermieter bei einer Familie ein, um sich in Ruhe und Abgeschiedenheit auf eine wissenschaftliche Arbeit zu konzentrieren. Sie leben dabei in einem bürgerlich eingerichteten unterirdischen Bunker mitten im Wald.
Die Eltern spannen den Studenten als Hauslehrer für ihren achtjährigen, aber wesentlich älter aussehenden, Sohn ein. Dieser Sohn strahlt starke Isolationsschäden aus, soll aber später mal Präsident werden. Der Student züchtigt ihn streng bei seiner Aufgabe, die Hauptstädte aller Staaten aufzusagen, bringt ihm aber auch kindliches Spielen bei. Die Eltern wollen den Studenten nun hinauskomplimentieren, der Student will aber heimlich das Kind mitnehmen. Von der Mutter wird er beinahe erstochen. Nachdem sich das Kind nun alleine nach draußen aufgemacht hat, bleibt der Student staubsaugend im Bunker zurück.

## Rezeption
Der Film wurde von der Kritik überwiegend positiv aufgenommen.

„Als hätte David Lynch ein Drehbuch von Helge Schneider verfilmt, so fühlt sich Nikias Chryssos' Groteske 'Der Bunker' an. Ein stilsicheres, düster-absurdes Kammerspiel.“

„Ein Spielfilmdebüt ist das - ein Debüt, das so souverän mit den filmischen Mitteln umgeht, dass es diese gleich links liegen lässt, um etwas ganz Neues, etwas ganz Anderes zu wagen. Erziehung und Bildung, Ehrgeiz und Streben werden verzerrt und verformen sich zu einer neurotischen Geisterwelt, die der Film als vollkommen gegeben und normal darstellt. Ein ganz eigener, ein großartiger Film ist Der Bunker, ein Erlebnis für den Zuschauer mit einer Antenne für derartige Absurditäten.“

„Ein bizarres Meisterstück des sonderbaren Kinos. Gerade so als hätten Wenzel Storch, Deutschlands wichtigster Autorenfilmer, und Helge Schneider gemeinsam mit David Lynch exzessiv am Kleber geschnüffelt und sich dabei „Ekel Alfred“ in Endlosschleife reingepfiffen. Das Schöne dabei: Man kann „Der Bunker“ zwar sicher und ganz besonders auch als Parabel auf kleinbürgerliche Verkniffenheiten deuten. Doch im Allegorischen erschöpft er sich noch nicht allein. Vielmehr funktioniert Nikias Chryssos’ Film auch ganz selbstverständlich als Fortsetzung einer hehren Kinotradition, die man mal „Mitternachtskino“ genannt hat und Filme vereint, die lustvoll „weird“ und quer zu jeder Verschubladisierung stehen. Noch schöner, dass „Der Bunker“ diesbezüglich nicht im Ansatz affektiert oder nachgemacht wirkt, sondern beeindruckend selbstbewusst neben das deutsche, beschauliche Konsens-Filmeschaffen tritt: Weder in Richtung Filmförderung noch an die Formelhaftigkeit des klassischen Genrekinos gibt es Zugeständnisse.“

## Auszeichnungen und Nominierungen
- Next Wave Award Bester Film (Fantastic Fest, Austin (Texas), USA)
- Prix du Jury, Prix du Jury de la Critique (Festival Mauvais Genre, Frankreich)
- Beste Regie (Ithaca International Fantastic Film Festival, USA)
- Bester Schauspieler – Daniel Fripan (Fantaspoa International Fantastic Film Festival Porto Alegre, Brasilien)
- Bester Film (La Mano Festival, Spanien)
- Nominierung Bestes Spielfilmdebüt (Preis der deutschen Filmkritik)